# Comuna Horbasiv, Letîciv
Horbasiv (în ucraineană Горбасів) este o comună în raionul Letîciv, regiunea Hmelnîțkîi, Ucraina, formată din satele Horbasiv (reședința) și Markivți.

## Demografie
Componența lingvistică a comunei Horbasiv
     Ucraineană (98,13%)
     Rusă (1,73%)
     Alte limbi (0,14%)
Conform recensământului din 2001, majoritatea populației comunei Horbasiv era vorbitoare de ucraineană (98,13%), existând în minoritate și vorbitori de rusă (1,73%).